# Annona calophylla
Annona calophylla este o specie de plante angiosperme din genul Annona, familia Annonaceae, descrisă de Robert Elias Fries. Conform Catalogue of Life specia Annona calophylla nu are subspecii cunoscute.